# Radio Occitania
Radio Occitania est une radio associative toulousaine créée en 1981 à la suite de la légalisation par François Mitterrand des radios libres. Elle participe à la promotion de la langue et de la culture occitane.

## Historique

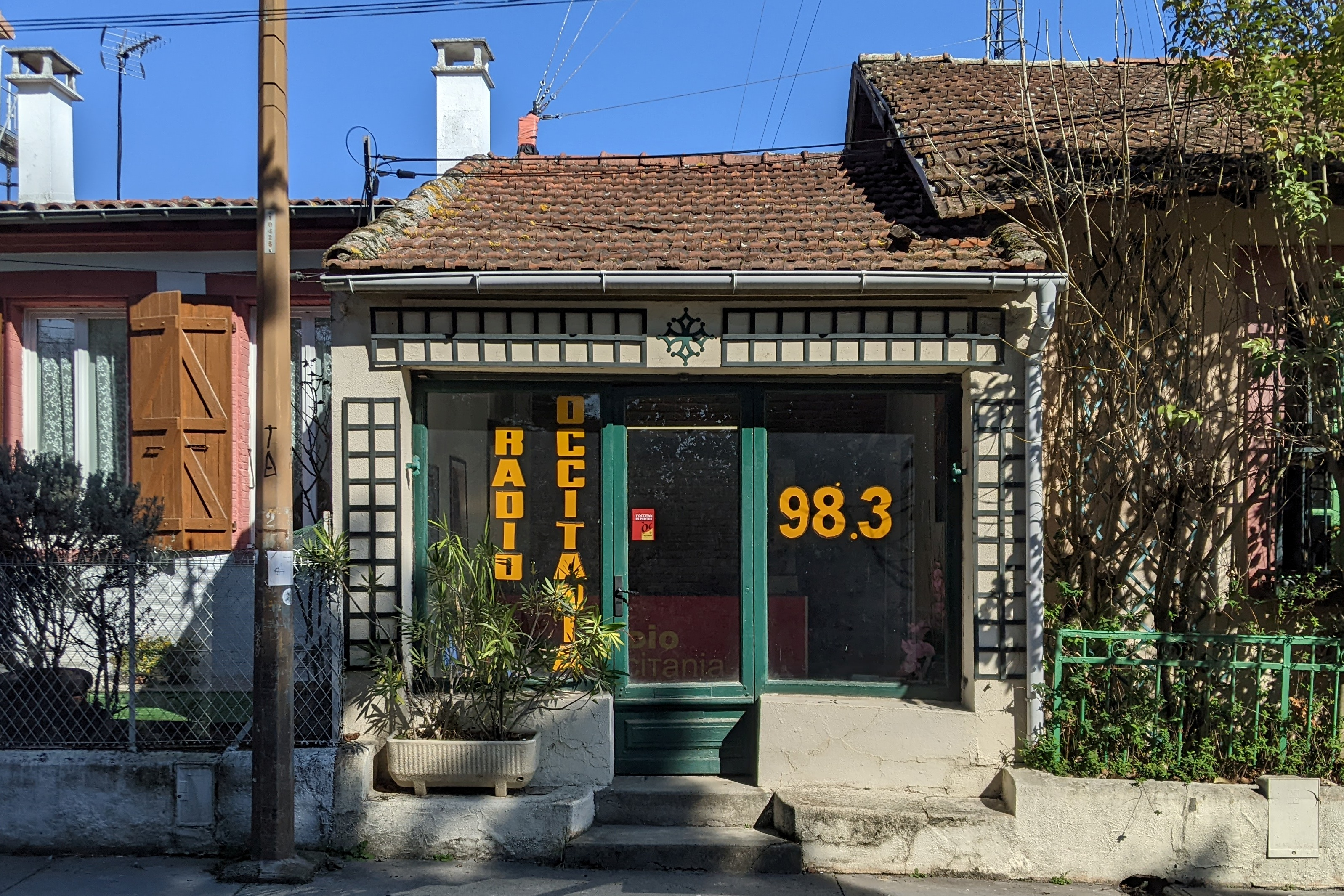
Le siège et lieu d'émission de Radio Occitania, au 60 de la rue d'Assalit à Toulouse.

Radio Occitania est créée par Guy Mimart à Toulouse en septembre 1981 après la libéralisation des ondes radios autorisant les radios associatives pour émettre des émissions en langue occitane et catalane.
Elle a également été, à ses débuts, un lieu d'expression pour les diasporas arabes, catalanes et portugaises.
La radio fonctionnait sans apports extérieurs à ses débuts. Après quelques années, elle bénéficie de subventions du Fonds de soutien à l'expression radiophonique et de la région au nom de la promotion de la langue occitane. Cette subvention régionale est prise en charge par l'Office public pour la langue occitane (OPLO) depuis sa création en 2016,.
La radio fonctionne avec quelques salariés et une quarantaine de bénévoles.

## Programmes
C'est une radio qui aborde des thèmes variés dans ses émissions : des émissions de sport (Casa Fotbòl Club), politique (Traversée), littérature (Page à Page), de musique de tout horizons (Allegretto, La Musicala, Race In La Terre, Tekno Projecte...), de langues du monde entier (España en Occitania, Ola Portugal, Maloya, Au-delà Des Moussons, La Veu Dels Països Catalans...). Elle est partenaire de plusieurs radios, essentiellement occitanes, notamment Ràdio Lenga d'Òc Montpelhièr et Ràdio País Béarn. Elle est aussi membre fondateur de la FIMOC (Federacion Inter-regionau dels Medias Occitans).
En 2005, la station a diffusé une émission hebdomadaire en chinois,.
Plus de la moitié du temps d'antenne est en langue occitane.

## Zones d'émission selon une fréquence spécifique
- Pays toulousain
- Comminges
- Lauragais et Nord Ariège
- Villefranche de Rouergue

## Audience
L'audience quotidienne de la radio était de 12 000 personnes en 1991. En 2007, Radio Occitania était écoutée chaque jour par 5 900 auditeurs.